# 圣马丹迪布瓦 (曼恩-卢瓦尔省)
圣马丹迪布瓦（法語：Saint-Martin-du-Bois，發音：[sɛ̃ maʁtɛ̃ dy bwa] ⓘ）是法国曼恩-卢瓦尔省的一个旧市镇，属于瑟格雷区。2016年12月15日，圣马丹迪布瓦与邻近的14个市镇合并为新市镇蓝色安茹地区瑟格雷，成为了蓝色安茹地区瑟格雷的委派市镇。

## 地名
法语人名在日常人名译名以及《世界人名翻譯大辭典》、《法语姓名译名手册》等主流人名译名类书籍资料中多译作“马丁”，不过在《世界地名翻译大辞典》、《世界地名译名词典》和《法国地图册》等主流地名译名类书籍资料中多译作“马丹”。

## 地理
圣马丹迪布瓦（47°42'22"N, 0°44'31"W）面积21.73 平方千米，位于法国卢瓦尔河地区大区曼恩-卢瓦尔省，该省份为法国西部内陆省份，大致对应安茹地区，北起顺时针与马耶讷省、萨尔特省、安德尔-卢瓦尔省、维埃纳省、德塞夫勒省、旺代省、大西洋卢瓦尔省和伊勒-维莱讷省接壤。
与圣马丹迪布瓦接壤的市镇（或旧市镇、城区）包括：阿维雷、尚贝莱、拉雅耶伊翁、勒利翁当热、卢韦讷、蒙吉永、曼恩河畔蒙特勒伊。
圣马丹迪布瓦的时区为UTC+01:00、UTC+02:00（夏令时）。

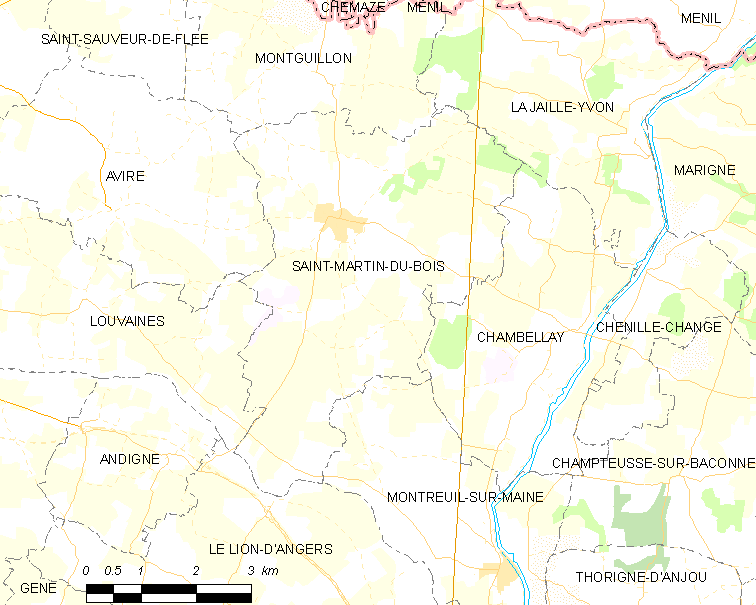
圣马丹迪布瓦的OSM定位图

## 行政
圣马丹迪布瓦的邮政编码为49500，INSEE市镇编码为49305。

## 政治
圣马丹迪布瓦所属的省级选区为蓝色安茹地区瑟格雷县。

## 人口

1962-2008年间圣马丹迪布瓦人口变化图示

圣马丹迪布瓦于2018年1月1日时的人口数量为994人。